# HD 154672
HD 154672 är en ensam stjärna belägen i den mellersta delen av stjärnbilden Altaret. Den har en skenbar magnitud av ca 8,22 och kräver ett mindre teleskop för att kunna observeras. Baserat på parallaxmätning inom Hipparcosuppdraget på ca 15,4 mas, beräknas den befinna sig på ett avstånd på ca 210 ljusår (ca 65 parsek) från solen.

## Egenskaper
HD 154672 är en gul till vit solliknande underjättestjärna av spektralklass G3 IV. Den har en massa som är ca 1,1 solmassor, en radie som är ca 1,3 solradier och har ca 1,9 gånger solens utstrålning av energi från dess fotosfär vid en genomsnittlig effektiv temperatur av ca 5 700 K.
Stjärnan är mycket metallrik, vilket är en av anledningarna till att den var mål för en planetsökning av N2K Consortium, som upptäckte gasjätten, HD 154672 b, med dopplerspektroskopi. Upptäckten rapporterades i oktober 2008. N2K-samarbetet valde HD 154672 främst för att det syftade till att kartlägga korrelationen mellan en stjärnas metallicitet och massan av planeter i omloppsbana.
HD 154672 var även måltavla för Magellan Telescopes. Den är värdstjärna för den första planeten som upptäckts av N2K med teleskopen.

## Planetsystem
HD 154672 b är en het Jupiter, eftersom den ligger i en snäv omloppsbana och har en hög massa. Specifikt har HD 154672 b en massa som är 5,02 gånger större än en Jupitermassa. Den kretsar också på ett avstånd av 0,6 AE eller ca 60 procent av medelavståndet mellan jorden och solen och har en omloppsperiod av 163,91 dygn.
HD 154672 b har en excentricitet på 0,61, vilket betecknar en mycket elliptisk bana. Planetens upptäckare noterade att om vatten fanns i planetens atmosfär, kan det ändras från ett flytande till ett gasformigt tillstånd när planeten kommer närmare sin värdstjärna och ökar temperaturen.
| Planet | Massa    | Halv storaxel (AE) | Siderisk omloppstid (d) | Excentricitet | Inklination | Radie |
| ------ | -------- | ------------------ | ----------------------- | ------------- | ----------- | ----- |
| b      | ≥4,96 MJ | 0,597              | 163,94                  | 0,61 ± 0,03   | -           | -     |